# Glaciar O'Higgins
El glaciar O'Higgins, también conocido como Ventisquero Grande, es uno de los cuatro mayores glaciares de la Patagonia. Tiene una superficie de hielo de 820 km² y un largo de 45 km, desde el volcán Lautaro hasta su frente terminal en el lago O'Higgins. Su ancho es de 3,5 kilómetros y cuenta con paredes que se elevan sobre los 80 metros del espejo del lago. Para visitarlo, desde Villa O'Higgins zarpan embarcaciones durante la época estival.